# Harbī
Der arabisch-islamische Rechtsbegriff Harbī (arabisch حربي, DMG ḥarbī) bedeutet wörtlich übersetzt „zum Kriege gehörend“ und bezeichnet alle nicht unterworfenen Nichtmuslime, was einer verbreiteten Ansicht innerhalb der klassischen islamischen Lehre auf alle außerhalb des muslimischen Machtbereichs lebenden Nichtmuslime zutrifft. Umstritten war jedoch bereits in klassischer Zeit, welche Gebiete der Erde als Teile des muslimischen Machtbereichs (Dar al-Islam) zu gelten haben. So gingen manche Gelehrte so weit, ein Gebiet auch dann noch als Teil des Dar al-Islam zu betrachten, wenn dort auch nur ein einziges Beispiel dafür gezeigt werden könne, dass das islamische Gesetz (beispielsweise durch ein Gebet) aufrechterhalten würde. Je nachdem, wie weit der Dar al-Islam gefasst wird, gibt es diesem Rechtskonstrukt zufolge somit entweder sehr viele oder nur sehr wenige Harbis.
Das klassische islamische Recht kennt vier Menschengruppen: Muslime, Musta'min, Dhimmis und Ḥarbīs. Die Länder der Ḥarbīs werden als Dār al-Harb („Haus des Krieges“ bzw. Kriegsgebiet) bezeichnet.
Eine nichtmuslimische Region zählt als Dār al-Harb, wenn kein Nichtangriffs- oder Friedensvertrag mit ihr abgeschlossen wurde. Da Ḥarbīs potenziell als Feinde der Muslime gelten, ist theoretisch der Kampf gegen sie, der Dschihad, der Normalzustand. Ein Friedensvertrag ist nach klassischem islamischen Recht nicht möglich, lediglich ein maximal zehnjähriger, hudna genannter Waffenstillstand. Jedoch gibt es auch schon in klassisch-islamischer Zeit Beispiele längerer friedlicher Nachbarschaft.
Wollen Harbīs in das Gebiet des Islam (Dār al-Islām) reisen, muss das Recht auf Schutz des Lebens und des Eigentums durch einen Amān, einen zeitweiligen Schutzvertrag, gewährleistet werden, den jeder Muslim mit dem Ḥarbī abschließen kann. Durch den Schutzvertrag wird der Ḥarbī zum Musta'min.
Einer anderen, ebenfalls bereits im theologischen Diskurs des Mittelalters beispielsweise von An-Nawawi und al-Māwardī vertretenen Ansicht zufolge gilt eine Gegend bereits dann als dār al-Islām, wenn Muslimen in ihr die freie Ausübung ihrer Religion möglich ist. Eine Bezeichnung der in diesen Gegenden lebenden Nichtmuslime als Ḥarbīs ist dann natürlich nicht möglich, da das „nichtunterworfene“ Territorium insgesamt nicht als Dār al-Harb zu betrachten ist.
Mit Ḥarbīs kann während des Krieges auf verschiedene Art verfahren werden:
1. Sie können getötet werden (siehe dazu auch Banu Quraiza und Sure 47:4, Sure 2:191, Sure 4:89).
2. Sie können versklavt werden (siehe dazu auch Banu Quraiza).
3. Sie können vertrieben werden (siehe dazu auch Banu Nadir und Sure 59).
4. Ihr Eigentum darf als Kriegsbeute genommen werden.

Der Kriegszustand kann auf verschiedene Art und Weise beendet werden:
1. Durch Annahme des Islam.
2. Durch Unterordnung unter die islamische Herrschaft gemäß einem Dhimmah-Abkommen.

Versklavte Harbi-Frauen können von Muslimen zu ihren Konkubinen gemacht werden, da mit der Erbeutung eventuell bestehende Ehen als automatisch aufgelöst gelten. Mohammed hat es mit Raihana bint Zaid ibn Amr von den Banu Quraiza so gehalten.
Da spätestens seit dem Ende des Kalifats 1924 kein islamischer Staats- und Herrschaftsverband mehr existiert, gibt es in den jeweiligen muslimisch dominierten Nationalstaaten sehr unterschiedliche Auslegungen und Anwendungen des islamischen Rechts, so auch des Konzepts von Dhimmi und Harbi. In den meisten Fällen hat es keine praktische Bedeutung mehr. Von einigen extremistischen Gruppen wird es aber als Rechtfertigung für terroristische Anschläge und Morde an Bürgern als verfeindet angesehener Staaten wie Israel oder den USA angesehen.